# اقتراح المساواة العرقية
«اقتراح إلغاء التمييز العنصري» كان تعديلاً لمعاهدة فرساي التي تم النظر فيها في مؤتمر السلام بباريس عام 1919. اقترحته اليابان، ولم يكن مقصودًا أن يكون لها أي آثار عامة، ولكن تم إرفاقها على أي حال، مما تسبب في جدلها. صرح وزير الخارجية الياباني أوشيدا كوساي في يونيو 1919 أن الاقتراح لم يكن يهدف إلى المطالبة بالمساواة العرقية بين جميع الشعوب الملونة ولكن فقط أعضاء عصبة الأمم. 
على الرغم من أنه تم دعمه على نطاق واسع، إلا أن الاقتراح لم يصبح جزءًا من المعاهدة، ويرجع ذلك إلى حد كبير إلى معارضة أستراليا والولايات المتحدة. كان رفضها أحد أسباب تنفير اليابان عن غيرها من القوى العظمى، وساعد علي إنتشار القومية والنزعة العسكرية في اليابان والذي ساعد لاحقًا علي جر اليابان للحرب الصينية اليابانية الثانية والحرب العالمية الثانية.
أُعيد النظر في مبدأ المساواة العرقية بعد الحرب وأُدرج في ميثاق الأمم المتحدة في عام 1945 كمبدأ أساسي للعدالة الدولية. ومع ذلك، فإن العديد من الدول، بما في ذلك دول أعضاء في الأمم المتحدة، ستستمر في الإبقاء على قوانين التمييز العنصري لعقود بعد إنتهاء الحرب.

## خلفية
حضرت اليابان مؤتمر السلام بباريس عام 1919 كواحدة من خمس قوى عظمى، والقوة الوحيدة غير الغربية.  يعكس وجود المندوبين اليابانيين في قاعة المرايا في فرساي أثناء التوقيع على معاهدة فرساي في 28 يونيو 1919 تتويجًا لجهود اليابان الُمكثفة التي استمرت لنصف قرن لتحويل اليابان لدولة حديثة قوية على المسرح الدولي. 

### السياسة الداخلية اليابانية
وصل رئيس الوزراء هارا تاكاشي إلى السلطة في سبتمبر 1918 وكان عازمًا على أن تتبنى اليابان سياسة خارجية موالية للغرب، في مؤتمر السلام.  كان هذا إلى حد كبير نتيجة للحكومات اليابانية أثناء الحرب العالمية الأولى برئاسة رئيسي الوزراء أوكوما شيغينوبو وتيراوتشي ماساتاكي، والتي أدت سياساتها التوسعية إلى إبعاد اليابان عن كل من الولايات المتحدة وبريطانيا.  كان هارا مصممًا على دعم إنشاء عصبة الأمم في مؤتمر السلام لإعادة توجيه اليابان إلى الغرب وإصلاح العلاقت.  ومع ذلك، كان هناك قدر كبير من الشك تجاه العصبة. إنقسم الرأي المحلي في اليابان، بين الذين دعموا العصبة وأولئك الذين عارضوها، وكان الرأي الأخير أكثر شيوعًا.  كان للإقتراح دور في استرضاء خصوم إنضمام اليابان لعصبة الأمم بشرط إدراج بند المساواة العرقية في ميثاق العصبة. 

## عرض

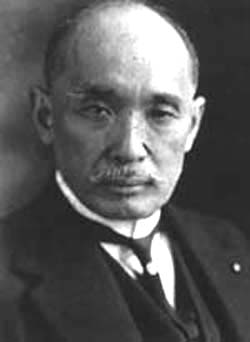
البارون ماكينو نوبواكي

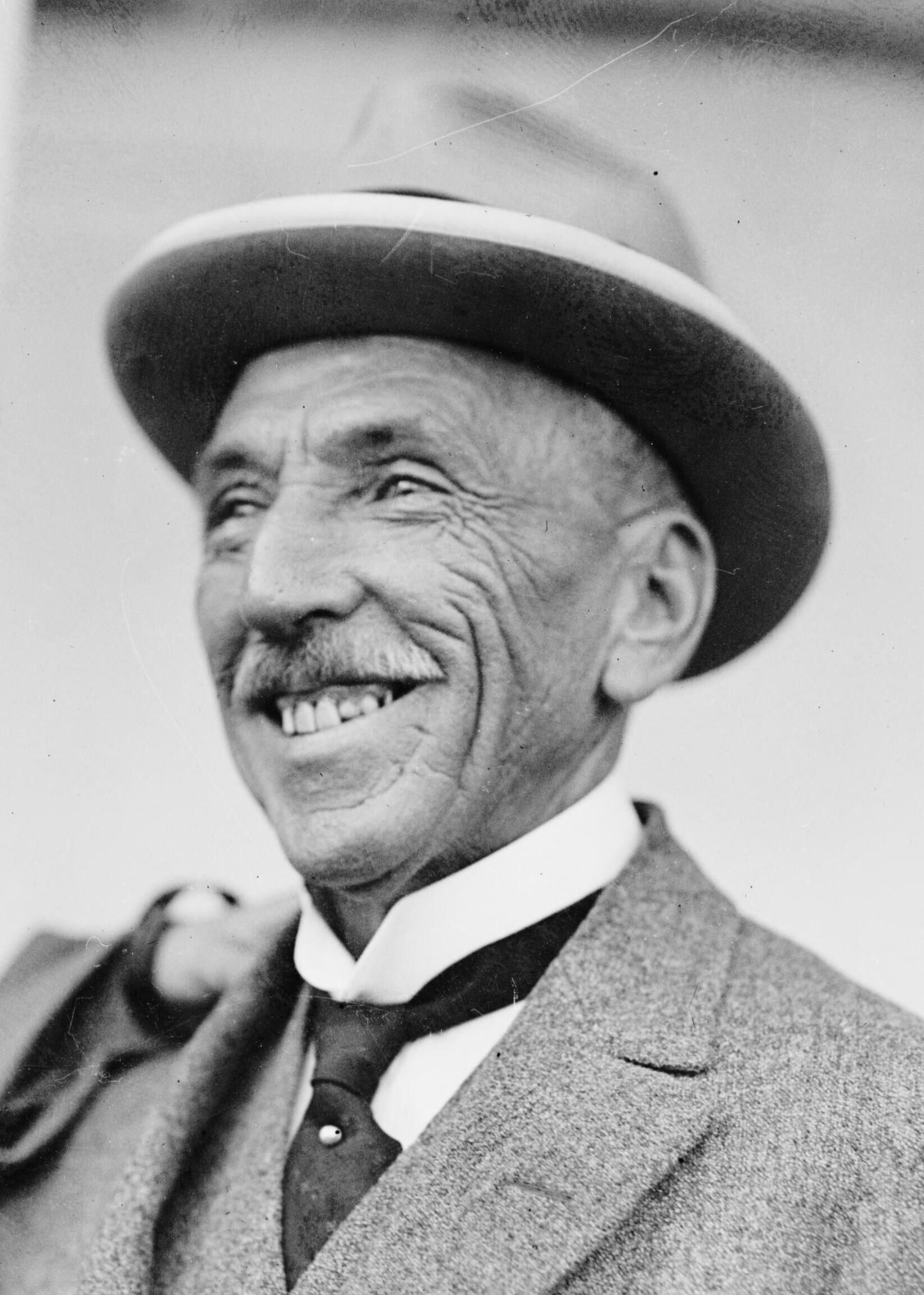
رئيس الوزراء الاسترالي بيلي هيوز

السناتور الفرنسي ليون بورجوا

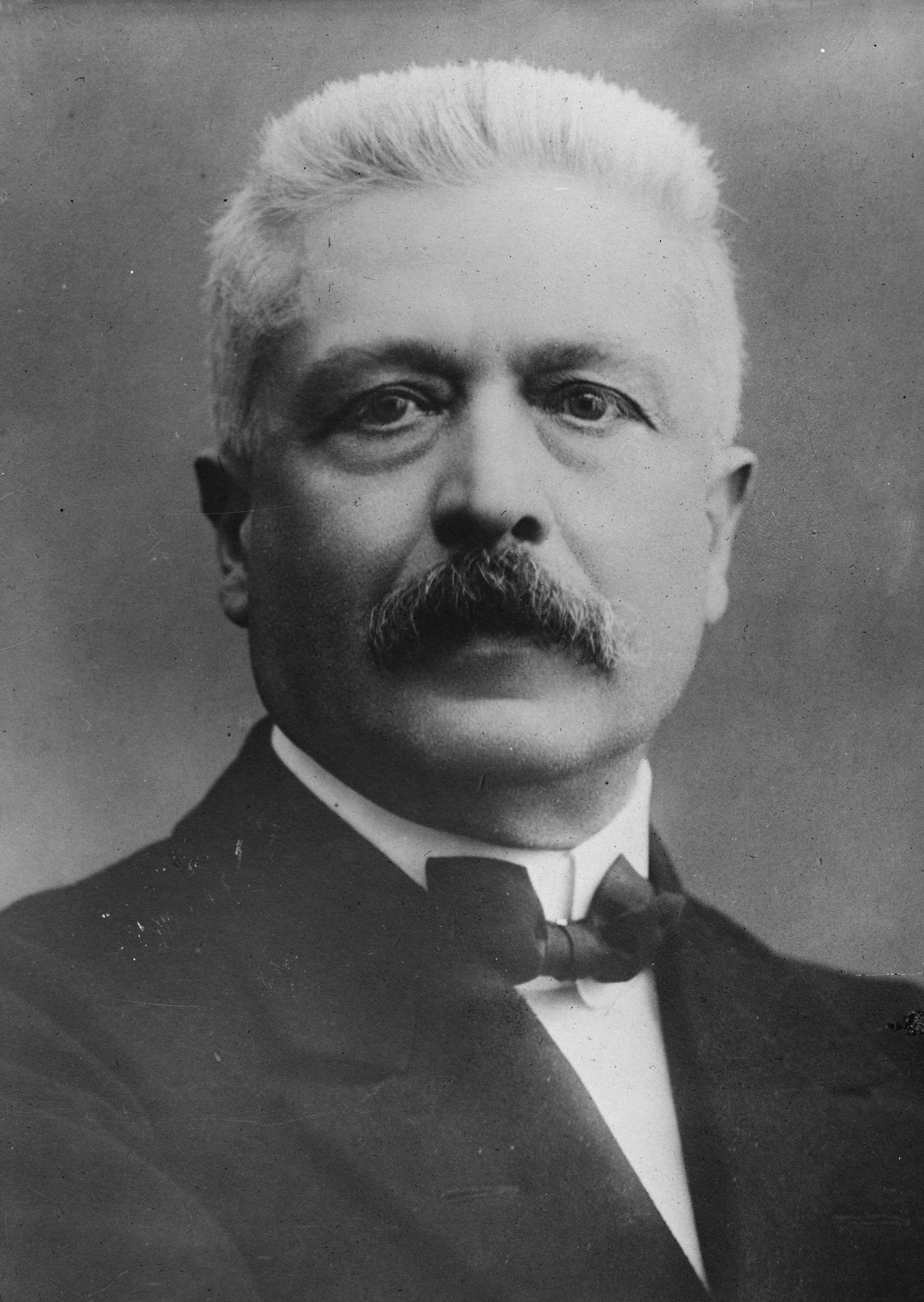
رئيس الوزراء الإيطالي فيتوريو أورلاندو

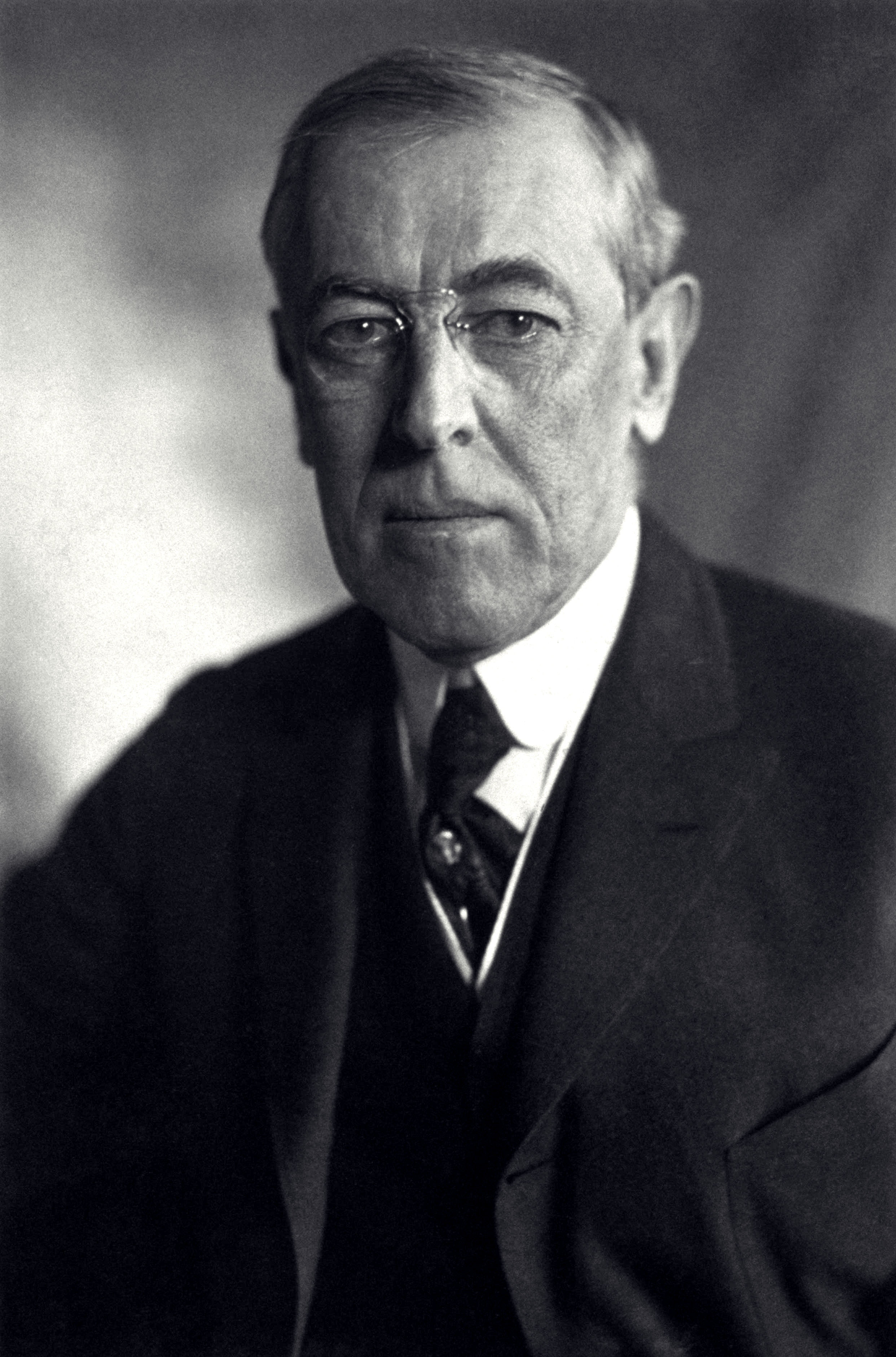
رئيس الولايات المتحدة وودرو ويلسون

بعد نهاية العزلة في خمسينيات القرن التاسع عشر، وقعت اليابان معاهدات غير متكافئة، ما يسمى بمعاهدات أنسي، لكنها سرعان ما طالبت اليابان بوضع متساو مع القوى الغربية. أصبح تصحيح عدم المساواة أكثر القضايا الدولية إلحاحًا بالنسبة لحكومة ميجي. وفي هذا السياق، اقترح الوفد الياباني في مؤتمر باريس للسلام بندًا في ميثاق عصبة الأمم. تم تقديم المسودة الأولى إلى لجنة عصبة الأمم في 13 فبراير كتعديل للمادة 21:
تُعتبر المساواة بين الأمم مبدأ أساسيًا لعصبة الأمم، وتوافق الأطراف السامية المتعاقدة على منح جميع الأجانب في أقرب وقت ممكن، معاملة متساوية وعادلة من جميع النواحي دون أي تمييز، سواء في قانونًا أو في الواقع، على أساس العرق أو الجنسية.
صرح الدبلوماسي الياباني ماكينو نوبواكي في كلمة له أنه خلال الحرب: إن الرجال من أعراق مختلفة قاتلوا معًا إلى جانب الحلفاء، مما أدى إلى القول: «تم إنشاء رابطة مشتركة من التعاطف والإمتنان إلى حد لم يسبق له مثيل».  لم يدرك الوفد الياباني التداعيات الكاملة لاقتراحهم منذ اعتماده كان سيتحدى جوانب القواعد الراسخة للنظام الدولي الذي يهيمن عليه الغرب في ذلك الوقت، والذي تضمن الحكم الاستعماري على غير البيض. كان قصد اليابانيين هو ضمان المساواة بين مواطنيهم والمساواة بين أعضاء عصبة الأمم،  ولكن أصبح معنى عالميًا وضمنيًا للاقتراح مرتبطًا به داخل الوفد، مما أدى إلى إثارة الجدل في المؤتمر. 
بعد خطاب ماكينو، صرح اللورد سيسيل أن الاقتراح الياباني كان مثيرًا للجدل للغاية واقترح أن الأمر ربما كان مثيرًا للجدل لدرجة أنه لا ينبغي مناقشته على الإطلاق.  كما إقترح رئيس الوزراء اليوناني إلفثيريوس فينيزيلوس أنه يجب أيضًا إزالة البند الذي يحظر التمييز الديني نظرًا لأن هذا الأمر مثير للجدل أيضًا. أدى ذلك إلى اعتراضات من الدبلوماسي البرتغالي، الذي ذكر أن بلاده لم توقع أبدًا معاهدة من قبل لم تذكر الله، مما دفع سيسيل إلى ملاحظة أنه ربما هذه المرة، سيتعين عليهم جميعًا المخاطرة بغضب الله تعالى بعدم ذكره. 
أزال سيسيل جميع الإشارات إلى البنود التي تحظر التمييز العنصري والديني من نص معاهدة السلام، لكن اليابانيين أوضحوا أنهم سيسعون إلى إعادة إضافة البند.  بحلول ذلك الوقت، كانت المادة قد بدأت في جذب انتباه الرأي العام على نطاق واسع. وطالبت المظاهرات في اليابان بإنهاء «شارة العار» حيث حظيت سياسات استبعاد الهجرة اليابانية إلى الولايات المتحدة وكندا وأستراليا ونيوزيلندا باهتمام كبير في وسائل الإعلام اليابانية. 
في الولايات المتحدة، حظي البند بتغطية إعلامية سلبية كثيرة، لا سيما في الساحل الغربي والجنوب لأسباب مختلفة. 
و قال الوفد الصيني، الذي كان بخلاف ذلك في عداوة مريرة مع اليابانيين بشأن مسألة مستعمرة تسينغتاو الألمانية السابقة وبقية الامتيازات الألمانية في مقاطعة شاندونغ، إنه سيدعم البند.  ومع ذلك، قال دبلوماسي صيني في ذلك الوقت أن مسألة شاندونغ أهم بكثير بالنسبة لحكومته من البند. 
أوضح رئيس الوزراء الأسترالي بيلي هيوز معارضته وأعلن في اجتماع أن «خمسة وتسعين من أصل مائة أسترالي يرفضون فكرة المساواة ذاتها». دخل هيوز السياسة كنقابي، ومثل معظم الآخرين في الطبقة العاملة، كان يعارض بشدة الهجرة الآسيوية إلى أستراليا. (كان استبعاد الهجرة الآسيوية سببًا شائعًا لدى النقابات في كندا والولايات المتحدة وأستراليا ونيوزيلندا في أوائل القرن العشرين.) يعتقد هيوز أن قُبول البند سيعني نهاية سياسة الهجرة إلى أستراليا البيضاء التي تم تبنيها في عام 1901 وكتب: «لا يمكن لأي حكومة أن تعيش ليوم واحد في أستراليا إذا تلاعبت بأستراليا البيضاء.»  صرح هيوز، «الموقف هو - إما أن الاقتراح الياباني يعني شيئًا ما أو لا يعني شيئًا: إذا كان الأول، يخرج معه؛ إذا كان الأخير، فلماذا؟»  كما عارض رئيس الوزراء النيوزيلندي ويليام ماسي الفقرة وإن لم يكن صاخبًا مثل هيوز. 

## التصويت
في 11 أبريل 1919، عقدت اللجنة جلسة نهائية.  صرح ماكينو بالنداء الياباني لحقوق الإنسان والمساواة العرقية.  تحدث الممثل البريطاني روبرت سيسيل نيابة عن الإمبراطورية البريطانية وتحدث عن معارضة الاقتراح.  رئيس الوزراء الإيطالي فيتوريو أورلاندو لصالح بيان حقوق الإنسان.  حث السناتور الفرنسي ليون بورجوا على تبنيها وصرح بأنه سيكون من المستحيل رفض الاقتراح، الذي يجسد «مبدأ العدالة الذي لا يقبل الجدل».
حصل الاقتراح على أغلبية الأصوات،  حيث صوت 11 مندوباً من أصل 17 لصالح تعديله على الميثاق، ولم يتم إجراء تصويت سلبي:
- اليابان (2) نعم
- فرنسا (2) نعم
- إيطاليا (2) نعم
- البرازيل (1) نعم
- الصين (1) نعم
- اليونان (1) نعم
- صربيا (1) نعم
- تشيكوسلوفاكيا (1) نعم

المجموع: 11 نعم
- الإمبراطورية البريطانية (2) - غير مسجلة
- الولايات المتحدة (2) - غير مسجل
- البرتغال (1) - غير مسجل
- رومانيا (1) - غير مسجل
- بلجيكا (2) - غائب [1]

و لكن قام الرئيس ويلسون بنقض التصويت بالقول إنه على الرغم من الموافقة على الاقتراح بأغلبية واضحة، إلا أن المسألة المعينة لها معارضة قوية (على الرغم من عدم وجود أي تصويتات فعلية ضد الاقتراح ) وذلك بشأن هذه المسألة، ستكون هناك حاجة إلى تصويت بالإجماع.  قال المندوب الفرنسي فرديناند لارنو على الفور بأن «الأغلبية صوتت لصالح التعديل.»  بينما، أراد الوفد الياباني أن يُظهر النص أن «أغلبية واضحة قد تم التصويت عليها لصالح التعديل.» 